# Festival international musique et cinéma de l'Yonne
Le Festival international musique & cinéma, organisé de 2000 à 2008 par le Conseil général de l'Yonne, est un ancien festival consacré à la musique et au cinéma. Il se déroulait mi-novembre à Auxerre mais aussi Sens, Toucy, Avallon et Tonnerre.
Comme son nom l'indique, il met en vedette la musique de film, non seulement par le biais de la traditionnelle projection des films en compétition, mais aussi et surtout par l'organisation de concerts et de conférences.

## Prix
Après plusieurs dénominations dont "Prix Mozart du 7e Art", le Grand Prix du Festival est désormais la Clef d'or dont le trophée représente une clef de sol réalisée avec une bobine de film.

## Jury
Le Jury est composé de compositeurs mais aussi de metteurs en scène et de comédiens :
- 2007 : Francis Huster (président), Krishna Levy, Philippe Rombi
- 2008 : Jacques Weber (président)

## Concerts
Au fil des éditions, de grands compositeurs sont venus diriger et/ou interpréter leurs œuvres à Auxerre dans le cadre du Festival :
- 2000 : Vladimir Cosma
- 2001 : Lalo Schifrin
- 2002 : Goran Bregovic, Claude Bolling
- 2003 : Maurice Jarre
- 2004 : Michel Legrand
- 2005 : Francis Lai, Eric Serra
- 2006 : Ennio Morricone
- 2007 : John Barry
- 2008 : Michael Nyman, Claude Bolling et Laurent Petitgirard

## Conférences musicales
Les conférences musicales, régulièrement animées par le spécialiste Stéphane Lerouge, ont pour invité des compositeurs mais aussi des metteurs en scène : 
- 2004 : Patrice Leconte; Bruno Coulais et Christophe Barratier
- 2005 : Robert Hossein; Francis Lai
- 2006 : Alexandre Desplat; Philippe Sarde
- 2007 : Eric Demarsan et Guillaume Nicloux; Bruno Coulais et Alain Corneau
- 2008 : Philippe Rombi